# Søllerød Gold Diggers
Die Søllerød Gold Diggers sind ein dänisches American-Football-Team, das in Vedbæk (ca. 20 km nördlich von Kopenhagen) angesiedelt ist.

## Vereinsgeschichte
Am 13. Januar 2003 wurden Søllerød Gold Diggers zunächst als Freizeitmannschaft gegründet. Im Jahr 2005 nahmen sie erstmals an einem Wettbewerb des dänischen American-Football-Verbandes (DAFF) teil. Nach zwei sieglosen Jahren in der zweiten Division verpflichteten die Gold Diggers Erfolgstrainer Kim Ewé und meldeten 2007 für die erste dänische Division, wo sie auf Anhieb den ersten Platz belegten und in der folgenden Relegation den Aufstieg in die Nationalliga, die höchste dänische Liga, perfekt machten.
Die erfolgreichste Zeit der Gold Diggers waren die Jahre 2008 bis 2012. In dieser Zeit erreichten sie fünf Mal in Folge den Mermaid Bowl (das Endspiel um die dänische Landesmeisterschaft), wobei der Gegner jeweils die Triangle Razorbacks waren. In den Jahren 2009 und 2010 konnten die Gold Diggers den nationalen Titel holen, beide Male ohne gegnerischen Punkte zuzulassen.
2010 betraten die Gold Diggers die internationale Bühne und nahmen am EFAF Cup teil, wo sie jedoch gleich im Auftaktspiel am schwedischen Vertreter Carlstad Crusaders deutlich scheiterten. Im EFAF Cup 2011 überstanden sie die Vorrunde ohne Verlustpunkte und mussten sich erst im Halbfinale dem späteren Sieger London Blitz geschlagen geben. Bereits im dritten Anlauf konnten die Gold Diggers in der Saison 2012 den Titel holen, wobei sie in einem rein dänischen Finale gegen Dauerrivalen Triangle Razorbacks antreten mussten. Als EFAF-Cup-Gewinner meldeten sie 2013 für die European Football League, den höchsten europäischen Wettbewerb.
In den Jahren 2015 und 2017 qualifizierten sich die Gold Diggers wieder für den Mermaid Bowl, unterlagen jedoch beide Male.  Von 2021 bis 2023 trafen die Gold Diggers im Mermaid Bowl jeweils auf die Copenhagen Towers und mussten sich in allen drei Partien geschlagen geben.

## Erfolge
- Mermaid Bowl (Dänische Meisterschaft)
  - Titelgewinn: 2009, 2010
  - Vizemeisterschaft: 2008, 2011, 2012, 2015, 2017, 2021, 2022, 2023
- EFAF Cup
  - Titelgewinn: 2012